# Lophostoma brasiliense
Lophostoma brasiliense (Peters, 1866) è un pipistrello della famiglia dei Fillostomidi diffuso nel Continente americano.

## Descrizione

### Dimensioni
Pipistrello di piccole dimensioni, con la lunghezza della testa e del corpo tra 42 e 61 mm, la lunghezza dell'avambraccio tra 32 e 36 mm, la lunghezza della coda tra 5 e 10 mm, la lunghezza del piede tra 9 e 13 mm, la lunghezza delle orecchie tra 22 e 25 mm e un peso fino a 13 g.

### Aspetto
La pelliccia è lunga e soffice. Le parti dorsali sono grigie o bruno-grigiastre, con la base dei peli biancastra, mentre le parti ventrali sono leggermente più chiare. Il muso è privo di peli, la foglia nasale è lanceolata, con la porzione anteriore completamente fusa al labbro superiore. Sul mento è presente un solco mediano contornato da file di piccole verruche. Le orecchie sono grandi, arrotondate e unite anteriormente alla base da una membrana. Le membrane alari sono corte, larghe e attaccate posteriormente alla base delle dita dei piedi. La coda è corta ed inclusa completamente nell'ampio uropatagio. Il calcar è lungo. Il cariotipo è 2n=30 FNa=56.

## Biologia

### Comportamento
Si rifugia nei termitai all'interno di alberi cavi. Le catture sono effettuate frequentemente subito dopo il tramonto.

### Alimentazione
Si nutre di frutta e insetti.

### Riproduzione
Femmine gravide sono state catturate in febbraio, aprile ed agosto. Danno alla luce un piccolo alla volta.

## Distribuzione e habitat
Questa specie è diffusa in Messico, dallo stato occidentale di Veracruz, Belize, Guatemala, Honduras, Nicaragua, Costa Rica, Panama, Colombia, Venezuela, Guyana, Suriname, Guyana francese, Ecuador nord-orientale, Perù orientale, Brasile, Bolivia, Paraguay settentrionale e sull'isola di Trinidad.
Vive nelle foreste sempreverdi, foreste decidue, boschi rigenerati, frutteti e altri ambienti umidi fino a 600 metri di altitudine. È associato a corsi d'acqua.

## Conservazione
La IUCN Red List, considerato il vasto areale e la tolleranza a diversi tipi di habitat, classifica L.brasiliense come specie a rischio minimo (Least Concern).